# The Siren of Seville
The Siren of Seville is een stomme avonturenfilm uit 1922 van regisseur Jerome Storm met actrice Priscilla Dean in de hoofdrol. 
De film wordt geconserveerd in het EYE Film Instituut Nederland in Amsterdam.

## Rolverdeling
| Acteur          | Personage |
| --------------- | --------- |
| Priscilla Dean  | Dolores   |
| Allan Forrest   | Gallito   |
| Stuart Holmes   | Cavallo   |
| Claire De Lorez | Ardita    |
| Bert Woodruff   | Palomino  |
| Matthew Betz    | Pedro     |